# 伊迪丝·斯万内莎
伊迪丝·斯万内莎（英語：Edith Swannesha，意为“优雅的天鹅伊迪丝”；约1025年—约1086年），又称伊迪丝·斯万内斯恰尔斯（Edith Swanneschals）、美女伊迪丝（Edith the Fair）。她是英格兰国王哈罗德·戈德温森的第一任妻子，但由于他们的婚姻不被教会方面认可，又被视为情妇。她常被后人称作“天鹅颈伊迪丝”（Edith Swanneck/Swan-Neck），但这个称呼是后世的讹传。有时，人们会把她和哈罗德·戈德温森的王后、麦西亚伯爵埃尔夫加的女儿埃尔德吉斯（Ealdgyth）混淆。

## 哈罗德·戈德温森的配偶
伊迪丝·斯万内莎和“美女埃德吉夫”（Eadgifu the Fair，诺曼征服前夕英格兰最富有的人之一）可能是同一个人。
伊迪丝·斯万内莎和哈罗德·戈德温森有5个子女。女儿贡希尔德后来成为第一代里士满领主红毛鲁夫斯的情妇。另一个女儿吉莎于1068年被哈罗德的母亲（也叫作吉莎）带到丹麦并在那里得到公主规格的礼遇，后来嫁给了基辅大公弗拉基米尔·莫诺马赫。
但麦西亚的埃尔德吉斯才是哈罗德·戈德温森的合法妻子，她原是在战争中被打败的威尔士统治者格鲁夫菲德·埃普·利维林的遗孀。哈罗德和埃尔德吉斯的婚姻可能缔结于哈罗德成为国王后不久的1066年春天，大部分现代学者认为这是一次政治联姻。麦西亚和威尔士曾结盟反对英格兰，这次联姻使英格兰得到了向这两个麻烦地区要求领土的权利，也使哈罗德拥有了能被神职人员认可的合法婚姻，他和伊迪丝·斯万内莎之前那段长期的普通法婚姻并不被教会方面认可。
哈罗德·戈德温森的统治只持续了不到一年时间。1066年10月14日，哈罗德在黑斯廷斯被前来争夺英格兰王位的诺曼底公爵威廉打败并殒命于此。在黑斯廷斯战役结束后，哈罗德的母亲吉莎向威廉乞求安葬哈罗德的遗体，并提出以和哈罗德体重相等的黄金作为交换代价，但诺曼军队拒绝了她的提议。于是，伊迪丝·斯万内莎遍寻血流成河的战场，最终找到了哈罗德国王已被诺曼军队严重损毁的遗体。传说，她可能是通过“只有她知道”的胸部印记才辨认出哈罗德的遗体。随后，由沃尔瑟姆修道院的僧侣为哈罗德举行了一场基督教葬礼。伊迪丝·斯万内莎因这件事被历史和民间传说铭记。

## 相关文艺作品

### 小说
伊迪丝·斯万内莎和哈罗德·戈德温森的故事被用作一些小说的主题：
- 海伦·霍里克（英语：Helen Hollick） - 《哈罗德国王》
- 爱德华·鲍沃尔-利顿（英语：Edward Bulwer-Lytton） - 《哈罗德，最后一个撒克逊人》（1848年）
- G·A·亨提（英语：G. A. Henty） - 《撒克逊人伍尔夫》（1894年）
- 朱利安·拉斯本（英语：Julian Rathbone） - 《最后的英格兰国王（英语：The Last English King）》（1997年）
- G·K·霍洛维 - 《1066：天命抉择》（2013年）
- 卡罗尔·麦克格拉斯 - 《未婚妻》（2013年）

### 诗歌
德国诗人海因里希·海涅的名诗《黑斯廷斯的战场》（Schlachtfeld bei Hastings，出现在1851年海涅发表的第三冊诗集羅曼冊中）描写了伊迪丝以及两名僧侣（阿斯戈德和埃尔里克）在战场上寻找哈罗德国王遗体的故事。这首诗以伊迪丝·斯万内莎为主角（诗中作“天鹅颈伊迪丝”），并称颂“只有她知道的印记”是“爱的印记”。
詩人瑪蒂德·魏森東克將海涅之作品擴寫，於1871年完成130頁的悲劇詩《伊迪絲》或作《黑斯廷斯之戰》（德語：Edith oder die Schlacht bei Hastings）。

### 影视作品
以下影视作品中出现过伊迪丝·斯万内莎的形象：
- 电视剧集《懦夫的选择2：快乐的精灵》（1964年） - 乌苏拉·赫斯特（英语：Ursula Hirst）扮演“伊迪丝”
- 电视剧集《爱德华时代4：马德拉斯家族》（1965年） - 希勒·摩尔扮演“伊迪丝”
- 电视剧集《征服：豹和龙》（1966年） - 珍妮特·苏兹曼（英语：Janet Suzman）扮演“埃尔德吉斯”
- 电视剧集《征服：邂逅》（1966年） - 珍妮特·苏兹曼扮演“埃尔德吉斯”
- 电视剧集《诸王的选择》（1966年） - 芭芭拉·尤因（英语：Barbara Ewing）扮演“天鹅颈伊迪丝”
- 电视电影《最后的入侵》（1966年） - 卡罗琳·莫迪默（英语：Caroline Mortimer）扮演“伊迪丝”
- 电视剧集《撒克逊黄昏》（1975年） - 简·哈维（英语：Jan Harvey）扮演“伊迪丝”[9]

## 扩展阅读
- A History of Britain: At the Edge of the World, 3500 BC - 1603 AD by Simon Schama, BBC/Miramax, 2000 ISBN 0-7868-6675-6
- The German Classics of the Nineteenth and Twentieth Centuries, Volume 06: Masterpieces of German Literature Translated into English in Twenty Volumes by Kuno Francke www.gutenberg.org/etext/12473
- Great Tales from English History: The Truth About King Arthur, Lady Godiva, Richard the Lionheart, and More by Robert Lacey, 2004  ISBN 0-316-10910-X
- House of Godwine: The History of Dynasty by Emma Mason, 2004 ISBN 1-85285-389-1
- Ancestral Roots of Certain American Colonists Who Came to America Before 1700 by Frederick Lewis Weis, Lines: 176-2, 176A-4, 177-1
- 'Who Was Eddeva?' by J.R. Boyle, F.S.A.; Transactions of East Riding Antiquarian Society, Volume 4  (1896); pages 11-22